# Lijst van gemeentelijke monumenten in Utrecht (stad)/Binnenstad/Lange Elisabethstraat, Mariaplaats e.o.
De buurt Lange Elisabethstraat, Mariaplaats en omgeving in de wijk Binnenstad van Utrecht kent de volgende 191 gemeentelijke monumenten beschreven in 128 regels (monumentnummers).
| Object | Bouwjaar | Architect                                             | Locatie | Coördinaten | Nr.       | Afbeelding  |
| --- | --- | ----------------------------------------------------- | --- | ----------- | --------- | ----------- |
| Woonhuis | 16e eeuw |                                                       | Bakkerstraat 10                                                                                            |             | 0344/0836 | Upload foto |
| Winkelwoonpand in Jugendstil | 1905 |                                                       | Bakkerstraat 20                                                                                            |             | 0344/0811 | Upload foto |
| Winkelwoonpand in Jugendstil | Middeleeuws (mogelijk); 18e eeuw (voorgevel)                                                                    |                                                       | Bakkerstraat 23                                                                                            |             | 0344/0812 | Upload foto |
| Woonhuis; nu één geheel met Zadelstraat 2 | 17e eeuw |                                                       | Boterstraat 1-1A en Lijnmarkt 1                                                                            |             | 0344/0813 | Upload foto |
| Woonhuis | 17e eeuw |                                                       | Boterstraat 3 t/m 3B                                                                                       |             | 0344/0814 | Upload foto |
| Woonhuis | 1857 |                                                       | Boterstraat 9-11                                                                                           |             | 0344/0815 | Upload foto |
| Woonhuis | 17e eeuw |                                                       | Boterstraat 15                                                                                             |             | 0344/0816 | Upload foto |
| Woonhuis | Vroeg 16e-eeuwse oorsprong; in 1910 grondig verbouwd                                                            |                                                       | Buurkerkhof 4                                                                                              |             | 0344/0817 | Upload foto |
| Woonhuis | Vroeg 16e-eeuwse oorsprong; in 1910 grondig verbouwd                                                            |                                                       | Buurkerkhof 5                                                                                              |             | 0344/0818 | Upload foto |
| Pakhuis | 1900 (circa) |                                                       | Buurkerkhof 6                                                                                              |             | 0344/0819 | Upload foto |
| Pakhuis | 1860 (circa) |                                                       | Buurkerkhof 7                                                                                              |             | 0344/0820 | Upload foto |
| Woonhuis | Middeleeuws (voor- en middendeel), 17e eeuw (achterhuis)                                                        |                                                       | Buurkerkhof 8-8B                                                                                           |             | 0344/0821 | Upload foto |
| Winkelwoonpand in vroege Jugendstil met gotiserende elementen | 1896 |                                                       | Choorstraat 6                                                                                              |             | 0344/0824 | Upload foto |
| Tufstenen woonhuis | eerste helft 12e eeuw (oorsprong)                                                                               |                                                       | Choorstraat 7A t/m 7D                                                                                      |             | 0344/0825 | Upload foto |
| Woonhuis | 17e eeuw |                                                       | Choorstraat 9-9bis                                                                                         |             | 0344/0826 | Upload foto |
| Woonhuis | Tweede kwart van de 20e eeuw (achtergevel); oudere oorsprong                                                    |                                                       | Choorstraat 10 t/m 10C                                                                                     |             | 0344/0827 | Upload foto |
| Woonhuis | Laat 16e eeuw                                                                                                   |                                                       | Choorstraat 25                                                                                             |             | 0344/0828 | Upload foto |
| Woonwinkelpand | 1872 |                                                       | Choorstraat 32 en Zoutmarkt 12 t/m 12C                                                                     |             | 0344/0829 | Upload foto |
| Woonwinkelpand met neorenaissance gevels | 1899 |                                                       | Choorstraat 33                                                                                             |             | 0344/0830 | Upload foto |
| Woonwinkelpand | |                                                       | Choorstraat 34-34bis                                                                                       |             | 0344/0831 | Upload foto |
| Woonhuis | Middeleeuwse oorsprong; 20e-eeuwse pui                                                                          |                                                       | Donkerstraat 21                                                                                            |             | 0344/0832 | Upload foto |
| Woonhuis | 20e eeuw (verhoogd); oudere oorsprong                                                                           |                                                       | Donkerstraat 22                                                                                            |             | 0344/0833 | Upload foto |
| Woonhuis | Middeleeuwse oorsprong; in 1868 grondig verbouwd en met een verdieping verhoogd                                 |                                                       | Donkerstraat 24                                                                                            |             | 0344/0834 | Upload foto |
| Woonhuis | |                                                       | Haverstraat 3-3bis                                                                                         |             | 0344/1108 | Upload foto |
| Woonhuis | |                                                       | Haverstraat 5-5bis                                                                                         |             | 0344/1109 | Upload foto |
| Woonhuis | 17e eeuw; mogelijk oudere oorsprong                                                                             |                                                       | Haverstraat 29-29bis                                                                                       |             | 0344/1116 | Upload foto |
| Woonhuis | |                                                       | Haverstraat 35-35bis                                                                                       |             | 0344/1117 | Upload foto |
| Woonhuis | 17e eeuw |                                                       | Haverstraat 37-37bis                                                                                       |             | 0344/1118 | Upload foto |
| Woonhuis | 17e eeuw |                                                       | Haverstraat 39                                                                                             |             | 0344/1120 | Upload foto |
| Woonhuis | 17e eeuw |                                                       | Haverstraat 43                                                                                             |             | 0344/1122 | Upload foto |
| Hoekpand in Jugendstil | 1905 | R. Rijksen                                            | Lange Elisabethstraat 1                                                                                    |             | 0344/0837 | Upload foto |
| Dubbelpand; twee kleine huizen | 17e eeuw |                                                       | Lange Elisabethstraat 11 en 13                                                                             |             | 0344/0838 | Upload foto |
| Voormalige slagerij in Nederlandse Jugendstil | 1904 | R. Diks                                               | Lange Elisabethstraat 15                                                                                   |             | 0344/0839 | Upload foto |
| Tot woonhuis verbouwd deel van het St. Elisabethsgasthuis | Middeleeuwen (deels); in de 17e eeuw verbouwd                                                                   | R. Diks                                               | Lange Elisabethstraat 24                                                                                   |             | 0344/0840 | Upload foto |
| Huis bestaande uit voor- en achterhuis; ingevuld ter plaatse van een poort van het St. Elisabethsgasthuis                                                           | 17e eeuw |                                                       | Lange Elisabethstraat 34                                                                                   |             | 0344/0841 | Upload foto |
| Woonhuis; ingevuld ter plaatse van een poort van het St. Elisabethsgasthuis                                                                                         | 17e eeuw |                                                       | Lange Elisabethstraat 36                                                                                   |             | 0344/0842 | Upload foto |
| Pand van vier bouwlagen | 1936 (circa) | J. Le Clerq                                           | Lange Viestraat 2-2A                                                                                       |             | 0344/0843 | Upload foto |
| Winkelwoonhuis in eclectische stijl | 1875 (circa) |                                                       | Lijnmarkt 2                                                                                                |             | 0344/0845 | Upload foto |
| Woon-winkelpand | 18e eeuw (lijstgevel)                                                                                           |                                                       | Lijnmarkt 13-13bis                                                                                         |             | 0344/0846 | Upload foto |
| Woon-winkelpand | 18e eeuw (tweede kwart; lijstgevel)                                                                             |                                                       | Lijnmarkt 15-15bis                                                                                         |             | 0344/0847 | Upload foto |
| Woonhuis | 17e-eeuwse oorsprong; in de 19e eeuw met een verdieping verhoogd                                                |                                                       | Lijnmarkt 29                                                                                               |             | 0344/0848 | Upload foto |
| Woonhuis | Middeleeuwen; 19e-eeuwse lijstgevel                                                                             |                                                       | Lijnmarkt 39-39A                                                                                           |             | 0344/0849 | Upload foto |
| Woonhuis | Middeleeuwse oorsprong; in 1971 na brand geheel herbouwd                                                        |                                                       | Lijnmarkt 41                                                                                               |             | 0344/0850 | Upload foto |
| Woonhuis | Middeleeuwse oorsprong (waarschijnlijk) met 19e-eeuws achterhuis                                                |                                                       | Lijnmarkt 45-45bis                                                                                         |             | 0344/0851 | Upload foto |
| Rechter deel van een dubbelhuis met voor- en achterfront | 1891 |                                                       | Mariahoek 1a-1B                                                                                            |             | 0344/0852 | Upload foto |
| Linker deel van een dubbelhuis met voor- en achterfront | 1891 |                                                       | Mariahoek 2                                                                                                |             | 0344/0853 | Upload foto |
| Deel van het Oudeliedenhuis van de Oud-Katholieke Kerk | 1653, in de 19e eeuw verbouw                                                                                    |                                                       | Mariahoek 17                                                                                               |             | 0344/0854 | Upload foto |
| Woonhuis | Middeleeuwse oorsprong; 17e-eeuwse grondige verbouwing                                                          |                                                       | Mariaplaats 1-1bis                                                                                         |             | 0344/0856 | Upload foto |
| Hoekpand bestaande uit twee woon-winkelpanden | 1900 (circa) |                                                       | Mariaplaats 4-5                                                                                            |             | 0344/0857 | Upload foto |
| Diep woonhuis | 17e eeuw |                                                       | Mariaplaats 52                                                                                             |             | 0344/0864 | Upload foto |
| Voormalige stalhouderij | 1873 |                                                       | Mariaplaats 12                                                                                             |             | 0344/0860 | Upload foto |
| Onderkelderd pand in eclectische stijl met neorenaissance elementen                                                                                                 | 1900 |                                                       | Mariaplaats 16 t/m 16C                                                                                     |             | 0344/0860 | Upload foto |
| Onderkelderd pand in eclectische stijl met neorenaissance elementen                                                                                                 | 1900 |                                                       | Mariaplaats 17 t/m 17B                                                                                     |             | 0344/0861 | Upload foto |
| Woonhuis | 1653, in de 19e eeuw verbouw                                                                                    |                                                       | Mariaplaats 24                                                                                             |             | 0344/0855 | Upload foto |
| Woonhuis | 17e-eeuwse oorsprong (waarschijnlijk); 19e-eeuwse gevel                                                         |                                                       | Mariaplaats 29                                                                                             |             | 0344/0862 | Upload foto |
| Complex van 32 panden; 30 woningen en 2 appartementencomplexen met totaal 54 woningen; Complex Mariaplaats                                                          | 1997 | AWG-Architecten                                       | Mariaplaats 30 t/m 41, Walsteeg 21 en 25                                                                   |             | 0344/0862 | Upload foto |
| Winkelpand met lijstgevel met art deco-elementen | 18e eeuw (lijstgevel)                                                                                           |                                                       | Mariastraat 1                                                                                              |             | 0344/0865 | Upload foto |
| Woonhuis | 17e-eeuwse oorsprong, 19e eeuw verbouwd                                                                         |                                                       | Mariastraat 2                                                                                              |             | 0344/0866 | Upload foto |
| Twee tot één huis samengetrokken éénkamerwoningen op het achtererf van Sint Marie                                                                                   | Begin van de 19e eeuw                                                                                           |                                                       | Mariastraat 13; gelegen in het hofje Wijdepoort                                                            |             | 0344/0869 | Upload foto |
| Woonhuis; voormalig onderdeel van het 15e-eeuwse huis Zoudenbalch                                                                                                   | Middeleeuwen; 15e eeuw of ouder, in de 19e eeuw verhoogd, lijstgevel uit 1879                                   |                                                       | Mariastraat 10                                                                                             |             | 0344/0867 | Upload foto |
| Woonhuis; voormalig onderdeel van het 15e-eeuwse huis Zoudenbalch                                                                                                   | Middeleeuwen; 15e eeuw of ouder                                                                                 |                                                       | Mariastraat 12                                                                                             |             | 0344/0868 | Upload foto |
| Woonhuis, samenhangend met de structuur van het immuniteitsgebied van Sint Marie                                                                                    | 15e-eeuwse oorsprong (mogelijk); in de 17e eeuw naar achteren uitgebreid                                        |                                                       | Mariastraat 35-35bis                                                                                       |             | 0344/0870 | Upload foto |
| Woonhuis, samenhangend met de structuur van het immuniteitsgebied van Sint Marie                                                                                    | |                                                       | Mariastraat 39-35B                                                                                         |             | 0344/0871 | Upload foto |
| Woonhuis, samenhangend met de structuur van het immuniteitsgebied van Sint Marie                                                                                    | 14e-eeuwse oorsprong, in de 17e eeuw naar achteren uitgebreid                                                   |                                                       | Mariastraat 41                                                                                             |             | 0344/0871 | Upload foto |
| Dubbelpand met kelder en werfkelders | 1895 en 1914 |                                                       | Oudegracht 101/103 en Oudegracht aan de Werf 101                                                           |             | 0344/0874 | Upload foto |
| Hoekpand in neorenaissance-stijl | 1891 |                                                       | Oudegracht 105                                                                                             |             | 0344/0873 | Upload foto |
| Winkelwoonhuis; ontwerp onder invloed van H.P. Berlage | 1912 |                                                       | Oudegracht 115-115B                                                                                        |             | 0344/0875 | Upload foto |
| Proeysenburch, bestaat uit een voor- en achterhuis | 1881 (circa) compleet vernieuwd voorhuis; oudere oorsprong                                                      |                                                       | Oudegracht 127                                                                                             |             | 0344/0876 | Upload foto |
| Voormalig Kasteel van Antwerpen in neobarokke vormgeving | 1882 |                                                       | Oudegracht 127A t/m 129 en Hamsteeg 10 t/m 16                                                              |             | 0344/0876 | Upload foto |
| Hoekpand in neoclassicistische stijl | 1880 verbouwd; oudere oorsprong                                                                                 |                                                       | Oudegracht 131-131bis                                                                                      |             | 0344/0879 | Upload foto |
| Hoekpand in vroege Jugendstil | 1896 (circa) |                                                       | Oudegracht 135                                                                                             |             | 0344/0880 | Upload foto |
| Woonwinkelpand in neoclassicistische stijl | 1870 (circa) verbouwd; oudere oorsprong)                                                                        |                                                       | Oudegracht 141-141bis                                                                                      |             | 0344/0881 | Upload foto |
| Woonwinkelpand in neoclassicistische stijl | 1870 (circa) verbouwd; oudere oorsprong)                                                                        |                                                       | Oudegracht 143-143bis                                                                                      |             | 0344/0882 | Upload foto |
| Woonwinkelpand in neoclassicistische stijl | 1870 (circa) verbouwd; oudere oorsprong)                                                                        |                                                       | Oudegracht 145 en Oudegracht aan de Werf 145                                                               |             | 0344/0883 | Upload foto |
| Hoekpand, grondig verbouwd tot winkel-woonhuis | 1902 (verbouwing); oudere oorsprong)                                                                            |                                                       | Oudegracht 163,Oudegracht aan de Werf 163 en Massegast 2 t/m 4B                                            |             | 0344/0884 | Upload foto |
| Woonhuis | 13e-eeuwse oorsprong met 19e-eeuwse gevel                                                                       |                                                       | Oudegracht 195                                                                                             |             | 0344/1154 | Upload foto |
| Woonhuis | 13e-eeuwse oorsprong met 18e-eeuwse gevel                                                                       |                                                       | Oudegracht 197                                                                                             |             | 0344/1155 | Upload foto |
| Hoekpand, ingrijpend verbouwd tot kruidenierswinkel De Gruyter | 1920 (verbouwing tot kruidenierswinkel)                                                                         | W.G. Welsing                                          | Oudegracht 201 en Haverstraat 1 t/m 1B                                                                     |             | 0344/1156 | Upload foto |
| Meervoudig pand; thans drie woonhuizen, gebouwd als deel van het claustrale erf van Sint Marie,                                                                     | 17-eeuwse verbouwing; oudere oorsprong                                                                          |                                                       | Springweg 7A t/m 7B                                                                                        |             | 0344/0886 | Upload foto |
| Woonhuis | 17-eeuw |                                                       | Springweg 9                                                                                                |             | 0344/0887 | Upload foto |
| Woonhuis | 17-eeuw |                                                       | Springweg 12                                                                                               |             | 0344/0888 | Upload foto |
| Woonhuis | Middeleeuwse oorsprong                                                                                          |                                                       | Springweg 14-14bis                                                                                         |             | 0344/0889 | Upload foto |
| Woonhuis | 17-eeuw |                                                       | Springweg 16-16bis                                                                                         |             | 0344/0890 | Upload foto |
| Woonhuis | 19e/20e eeuw (rond de eeuwwisseling)                                                                            |                                                       | Springweg 18-18bis                                                                                         |             | 0344/0891 | Upload foto |
| Complex van 25 wooneenheden voor jongeren en kleine gezinnen; complex Teugelhof                                                                                     | 1974 | Aart Oosting (architectenbureau Oosting & Beunderman) | Springweg 26 t/m 38, Strosteeg 76 t/m 82, Teugelhof 1 t/m 14                                               |             | 0344/1786 | Upload foto |
| Hoekhuis bestaande uit een voorhuis en een diep achterhuis | 16e eeuw en 17e eeuw, in de 18e eeuw samengevoegd                                                               |                                                       | Springweg 46 t/m 46 bis-A                                                                                  |             | 0344/1179 | Upload foto |
| Woonhuis met achterhuis | Middeleeuws; in de 18e eeuw verhoogd                                                                            |                                                       | Springweg 54                                                                                               |             | 0344/1180 | Upload foto |
| Winkel-woonhuis in 'overgangsstijl'. | 1909 |                                                       | Steenweg 9                                                                                                 |             | 0344/0892 | Upload foto |
| Rechter deel van dubbel winkelwoonhuis er plaatse van het voormalige Schoonhuis                                                                                     | Middeleeuwen (kelder); latere bovenbouw                                                                         |                                                       | Steenweg 11                                                                                                |             | 0344/0892 | Upload foto |
| Rechter deel van dubbel winkelwoonhuis er plaatse van het voormalige Schoonhuis                                                                                     | Middeleeuwen (kelder); latere bovenbouw                                                                         |                                                       | Steenweg 13                                                                                                |             | 0344/0894 | Upload foto |
| Woonhuis | Middeleeuwen (kelder); latere bovenbouw                                                                         |                                                       | Steenweg 18                                                                                                |             | 0344/0895 | Upload foto |
| Woonwinkelpand | 17e eeuw; mogelijk van middeleeuwse oorsprong                                                                   |                                                       | Steenweg 27                                                                                                |             | 0344/0896 | Upload foto |
| Woonhuis | 20e-eeuwse winkelpui; oudere oorsprong                                                                          |                                                       | Steenweg 28                                                                                                |             | 0344/0897 | Upload foto |
| Woonhuis | 19e eeuw (verhoging voorgevel); oudere oorsprong                                                                |                                                       | Steenweg 30                                                                                                |             | 0344/0898 | Upload foto |
| Winkel plus bovenwoning in Jugendstil, gebouwd als Café Ten Bosch                                                                                                   | 1900 (circa); mogelijk oudere delen in casco gebruikt                                                           |                                                       | Steenweg 37                                                                                                |             | 0344/0899 | Upload foto |
| Winkelpand (gedeelte) op Middeleeuws keldercomplex | 20e eeuw (winkelpand); waarvan het deel dat voorheen Donkerstraat 1 was, op een Middeleeuws keldercomplex staat |                                                       | Steenweg 38; voorheen Donkerstraat 1                                                                       |             | 0344/0900 | Upload foto |
| Voor- en achterhuis | Middeleeuwse oorsprong; 18e-eeuwse lijstgevel                                                                   |                                                       | Steenweg 41                                                                                                |             | 0344/0901 | Upload foto |
| Voor- en achterhuis | 18e-eeuwse opzet                                                                                                |                                                       | Steenweg 42                                                                                                |             | 0344/0902 | Upload foto |
| Woonhuis | 20e-eeuwse winkelpui; oudere oorsprong                                                                          |                                                       | Steenweg 43                                                                                                |             | 0344/0903 | Upload foto |
| Woonhuis | 1860 (circa) |                                                       | Steenweg 46                                                                                                |             | 0344/0904 | Upload foto |
| Woonhuis | 19e eeuw (verhoogd); oudere oorsprong                                                                           |                                                       | Steenweg 52                                                                                                |             | 0344/0905 | Upload foto |
| Woonhuis in neoclassicistische stijl | 1861 (winkelpui), 19e eeuw (verhoogd met een verdieping); 17e-eeuwse oorsprong                                  |                                                       | Steenweg 58                                                                                                |             | 0344/0906 | Upload foto |
| Winkelwoonhuis in Jugendstil | 1861 (winkelpui), 19e eeuw (verhoogd met een verdieping); 17e-eeuwse oorsprong                                  |                                                       | Steenweg 60                                                                                                |             | 0344/0907 | Upload foto |
| Woonhuis | 19e eeuw (verhoogd); oudere oorsprong                                                                           |                                                       | Steenweg 62                                                                                                |             | 0344/0908 | Upload foto |
| Woonhuis | |                                                       | Steenweg 66-68                                                                                             |             | 0344/0909 | Upload foto |
| Woonhuis | Middeleeuwse aanleg (mogelijk)                                                                                  | Van Duin                                              | Vredenburg 1                                                                                               |             | 0344/0910 | Upload foto |
| Hotel; opvolger van ‘Hotel Centraal’ op het Stationsplein; met plaquette door Jan Wolkers                                                                           | 17e eeuw | Van Duin                                              | Vredenburg 14-15 en Lange Viestraat 10                                                                     |             | 0344/1605 | Upload foto |
| Societeitsgebouw met Hollandse neorenaissance elementen | 1893; tevens vroeg middeleeuwse bouwsporen                                                                      |                                                       | Walsteeg 1-1bis                                                                                            |             | 0344/1310 | Upload foto |
| Immuniteitsmuur van Sint Marie (voormalige Mariakerk); herbouwd als achtermuur van drie tegen deze grens gebouwde kameren behorende tot het hofje de Wijde Poort    | 11e eeuw |                                                       | Wijdepoort (ongenummerd), achter Steenweg 68 t/m Achter Clarenburg 1, Mariastraat 13 en Mariaplaats 13-13A |             | 0344/0912 | Upload foto |
| Woonhuis | 1914 |                                                       | Willemsplantsoen 4 t/m 4B                                                                                  |             | 0344/0912 | Upload foto |
| Woonhuis | 1914 |                                                       | Willemsplantsoen 5-5A                                                                                      |             | 0344/0913 | Upload foto |
| Woonhuis | 1914 |                                                       | Willemsplantsoen 6                                                                                         |             | 0344/0914 | Upload foto |
| Woonhuis | 1914 |                                                       | Willemsplantsoen 7-7A                                                                                      |             | 0344/0915 | Upload foto |
| Blok van 5 drive-inwoningen in een stijl verwant aan de Nieuwe Zakelijkheid                                                                                         | 1935 | W.A. Maas                                             | Willemsplantsoen 8 t/m 12                                                                                  |             | 0344/0916 | Upload foto |
| Hoekpand; winkelwoonpand in een archaïserende stijl | | J.A. van Straaten                                     | Zadelstraat 1-1bis                                                                                         |             | 0344/0917 | Upload foto |
| Hoekpand; winkelwoonpand in een archaïserende stijl; onderdeel van samengevoegd pand met Lijnmarkt 1 en Zadelstraat ongenummerd tussen Lijnmarkt 1 en Zadelstraat 2 | Middeleeuwse oorsprong met 16e-, 17e-, en 18e-eeuwse elementen                                                  |                                                       | Zadelstraat 2 en ongenummerd (tussen Lijnmarkt 1 en Zadelstraat 2)                                         |             | 0344/0918 | Upload foto |
| Woonhuis met aan de achterzijde (Buurkerkhof) een pothuis; in de kelder een uit tufsteen opgebouwde grafkist uit de 11e of 12e eeuw                                 | Middeleeuwse oorsprong met o.a. 19e-eeuwse elementen                                                            |                                                       | Zadelstraat 11 t/m 11C en Buurkerkhof 18                                                                   |             | 0344/0919 | Upload foto |
| Woonhuis | 19e eeuw (hoofdzakelijk); mogelijk oudere oorsprong                                                             |                                                       | Zadelstraat 14-14bis                                                                                       |             | 0344/0920 | Upload foto |
| Winkel-woonhuis | 17e eeuw |                                                       | Zadelstraat 15 en Buurkerkhof 15                                                                           |             | 0344/0921 | Upload foto |
| Woonhuis | 19-eeuwse grondige verbouwing; oudere oorsprong                                                                 |                                                       | Zadelstraat 20                                                                                             |             | 0344/0922 | Upload foto |
| Winkel-woonhuis met aan de achterzijde (Buurkerkhof) een pothuis | 17e eeuw; 19e-eeuwse halsgevel                                                                                  |                                                       | Zadelstraat 21 en Buurkerkhof 21E                                                                          |             | 0344/0923 | Upload foto |
| Woonhuis | Middeleeuwse kelder; tweede helft 18e-eeuwse gevels, 19e-eeuwse aanbouw                                         |                                                       | Zadelstraat 23                                                                                             |             | 0344/0924 | Upload foto |
| Woonhuis | |                                                       | Zadelstraat 25                                                                                             |             | 0344/0925 | Upload foto |
| Woonhuis | 17e eeuw; mogelijk oudere oorsprong                                                                             |                                                       | Zadelstraat 35-35bis (rechter deel)                                                                        |             | 0344/0926 | Upload foto |
| Woonhuis | 17e eeuw; mogelijk oudere oorsprong                                                                             |                                                       | Zadelstraat 35-35bis (linker deel)                                                                         |             | 0344/0927 | Upload foto |
| Winkelwoonpand in Hollandse neorenaissancestijl | 1890 (circa) |                                                       | Zadelstraat 38-38bis                                                                                       |             | 0344/0928 | Upload foto |
| Woonhuis | Middeleeuwen; 17e-eeuwse uitbreiding, met 19e-eeuwse elementen                                                  |                                                       | Zadelstraat 41                                                                                             |             | 0344/929  | Upload foto |
| Voor- en achterhuis | 17e eeuw; 18e-eeuwse gevel met 19e-eeuwse elementen                                                             |                                                       | Zadelstraat 47                                                                                             |             | 0344/0930 | Upload foto |